# Platylister podagrus
Platylister podagrus är en skalbaggsart som först beskrevs av Sylvain Auguste de Marseul 1861.  Platylister podagrus ingår i släktet Platylister och familjen stumpbaggar. Inga underarter finns listade i Catalogue of Life.